# Georges Schehadé
Georges Schehadé (Alejandría Egipto, 2 de noviembre de 1905 - París, Francia, 17 de enero de 1989) fue un prestigioso poeta y dramaturgo libanés que escribió en lengua francesa.

## Biografía
Nació en Alejandría, Egipto, y se crio en Beirut, Líbano. Descubierto por Saint John Perse, Georges Schehadé publicó sus primeros poemas en la revista Commerce a partir de 1930. A partir de los años 1930 se hizo amigo de Max Jacob, Paul Éluard, André Breton, Jules Supervielle, René Char, Octavio Paz y muchos otros. Paz tradujo varios poemas de Schehadé.
Su obra como poeta fue editada originalmente en pequeñas plaquettes en la editorial GLM (Guy Lévis Mano), intitulada simplemente Poésies (1938), Poésies II (1948), Poésies III (1949) y Si tu rencontres un ramier (Poésies IV). Luego fueron reunidas en un solo volumen por Gallimard: Les Poésies (1952). En 1985 Schehadé publicó su último poemario, Le Nageur d’un seul amour (Poésies V y Poésies VI).
Por otra parte Schehadé escribió obras teatrales: Monsieur Bob’le (1951), La Soirée des proverbes (1954), Histoire de Vasco (1956) – su obra más representada en el mundo, traducida a más de veinte lenguas y transformada en una ópera por el compositor británico Gordon Crosse, en una traducción de Ted Hughes: Story of Vasco (1974) –, Les Violettes (1961), Le Voyage (1962) y L’Emigré de Brisbane (1965), obra que ingresó en el repertorio de la Comédie-Française en 1967. Jean-Louis Barrault estrenó tres de las seis obras teatrales de Schehadé.
Murió en París en 1989 y está enterrado en el Cementerio de Montparnasse.

## Obras literarias

### Obras poéticas
- Étincelles, Edition de la Pensée latine, París 1928
- Poésies I, GLM, París 1938
- Poésies II, GLM, París 1948
- Poésies III, GLM, París 1949
- Poésies Zéro ou L'Écolier Sultan (escritas en 1928/29), GLM, París 1950
- Si tu rencontres un ramier (Poésies IV), GLM, París 1951
- Les Poésies (Poésie I–IV), Gallimard, París 1951
- Poésies V (1972)
- Le Nageur d'un seul amour (= Poésies VI), Gallimard, París 1985
- Poésies VII (últimos poemas), Editions Dar An-Nahar, Beirut 1998

### Obras teatrales
- Monsieur Bob'le, Gallimard, París 1951
- La Soirée des proverbes, Gallimard, París 1954
- Histoire de Vasco, Gallimard, París 1956
- Les Violettes, Gallimard, París 1960
- Le Voyage, Gallimard, París 1961
- L'Émigré de Brisbane, Gallimard, París 1965
- L'Habit fait le prince (escrito en 1957), pantomima, Gallimard, París 1973

### Otras obras
- Rodogune Sinne („novela“, publicada en Beirut en 1942 y en París en 1947; escrito en 1929)
- Goha (guion cinematográfico), 1958, con Omar Sharif y Claudia Cardinale, film dirigido por Jacques Baratier

### En traducción castellana (selección)
- Las Poesías, traducción por José Luis Rivas, Dirección de Difusión Cultural Departamento Editorial, Ciudad de México, 1989
- Las Poesías – El Nadador de un solo amor, traducción por Alfredo Silva Estrada, Angria Ediciones, Caracas, 1999
- Los Poemas, selección, traducción y prólogo por Rodolfo Alonso, Hilos Editora, Buenos Aires, 2012
- Fernando Vidal Maffei, Georges Schehadé y Sofía Maffei, la poesía y el sueño, con un ensayo de Markus Hediger (Las tardes de Georges Schehadé), Abisinia Editorial S.A.S., Bogotá, ISBN 978-628-01-7816-5